# De Parranda con la banda
De Parranda con la banda es el título del cuadragésimo sexto del grupo mexicano de banda sinaloense El Recodo de Cruz Lizárraga, fue lanzado el 14 de julio de 1997 a través del sello discográfico Fonovisa. El álbum fue producido por Germán Lizárraga, y grabado ese mismo año en el Hugos Digital Studio. La publicación fue en forma de casete y CD, y hasta el año 2005 estuvo disponible de manera digital. Cuenta con la voz de Julio Preciado.

## Lista de canciones
| De Parranda con la banda |                             |                        |          |  |
| N.º                      | Título                      | Escritor(es)           | Duración |  |
| 1.                       | «Que solo estoy sin ti»     | Marco Antonio Solís    | 3:37     |  |
| 2.                       | «Los reyes del contrabando» | Germán Lizárraga       | 2:55     |  |
| 3.                       | «El molino»                 | Teodoro Bello          | 3:00     |  |
| 4.                       | «La carta sagrada»          | Julio Preciado         | 3:02     |  |
| 5.                       | «Una pura y dos con sal»    | Enrique Sánchez Alonso | 2:13     |  |
| 6.                       | «Ya lo pagaras con dios»    | Severiano Briseño      | 3:13     |  |
| 7.                       | «En la misma cantina»       | Pepe Cabrera           | 2:40     |  |
| 8.                       | «Como el primer día»        | Oliver Ochoa           | 3:05     |  |
| 9.                       | «Vida parrandera»           | Alfredo Araujo         | 2:58     |  |
| 10.                      | «Los empresarios»           | Julio Preciado         | 2:55     |  |
| 29:25                    |                             |                        |          |  |